# Possessed (Venom)
| Recensione                       | Giudizio |
| -------------------------------- | -------- |
| AllMusic                         | [ 1 ]    |
| Collector's Guide to Heavy Metal | 5/10     |
| Metal Forces                     | 8/10     |

Possessed è il quarto album in studio del gruppo musicale britannico Venom, pubblicato nell'aprile 1985 dalla Combat Records.

## Descrizione
Composto da dodici brani, la copertina dell'album ritrae l'inversione cromatica di una foto in bianco e nero seppiata e sfuocata di due bambini con addosso una canottiera con l'immagine della copertina di Welcome to Hell, ma se si osserva sul collo del bambino di destra, a destra sotto il mento si può notare il marchio "666" semi-nascosto a causa delle tonalità della foto. I Venom hanno però dichiarato che non si tratta di un messaggio subliminale. Il bambino sulla copertina (a destra) è il figlio del batterista Abaddon, la bambina (a sinistra) è la nipote del produttore Keith Nichol.
La title track fu inoltre inserita nella lista nera Filthy Fifteen del PMRC alla posizione numero 14.

## Tracce
Testi e musiche di Tony Bray, Jeffrey Dunn e Conrad Lant.
1. Powerdrive – 3:14
2. Flytrap – 3:50
3. Satanachist – 2:43
4. Burn This Place to the Ground – 2:42
5. Harmony Dies – 2:42
6. Possessed – 4:52
7. Hellchild – 2:40
8. Moonshine – 3:19
9. Suffer not the Children – 3:07
10. Voyeur – 3:01
11. Mystique – 4:58
12. Too Loud (for the Crowd) – 3:02

## Formazione
- Conrad "Cronos" Lant - basso, voce
- Jeffrey "Mantas" Dunn - chitarra
- Tony "Abaddon" Bray - batteria